# Hedysarum boreale
Hedysarum boreale là một loài thực vật có hoa trong họ Đậu. Loài này được Nutt. miêu tả khoa học đầu tiên.

## Hình ảnh

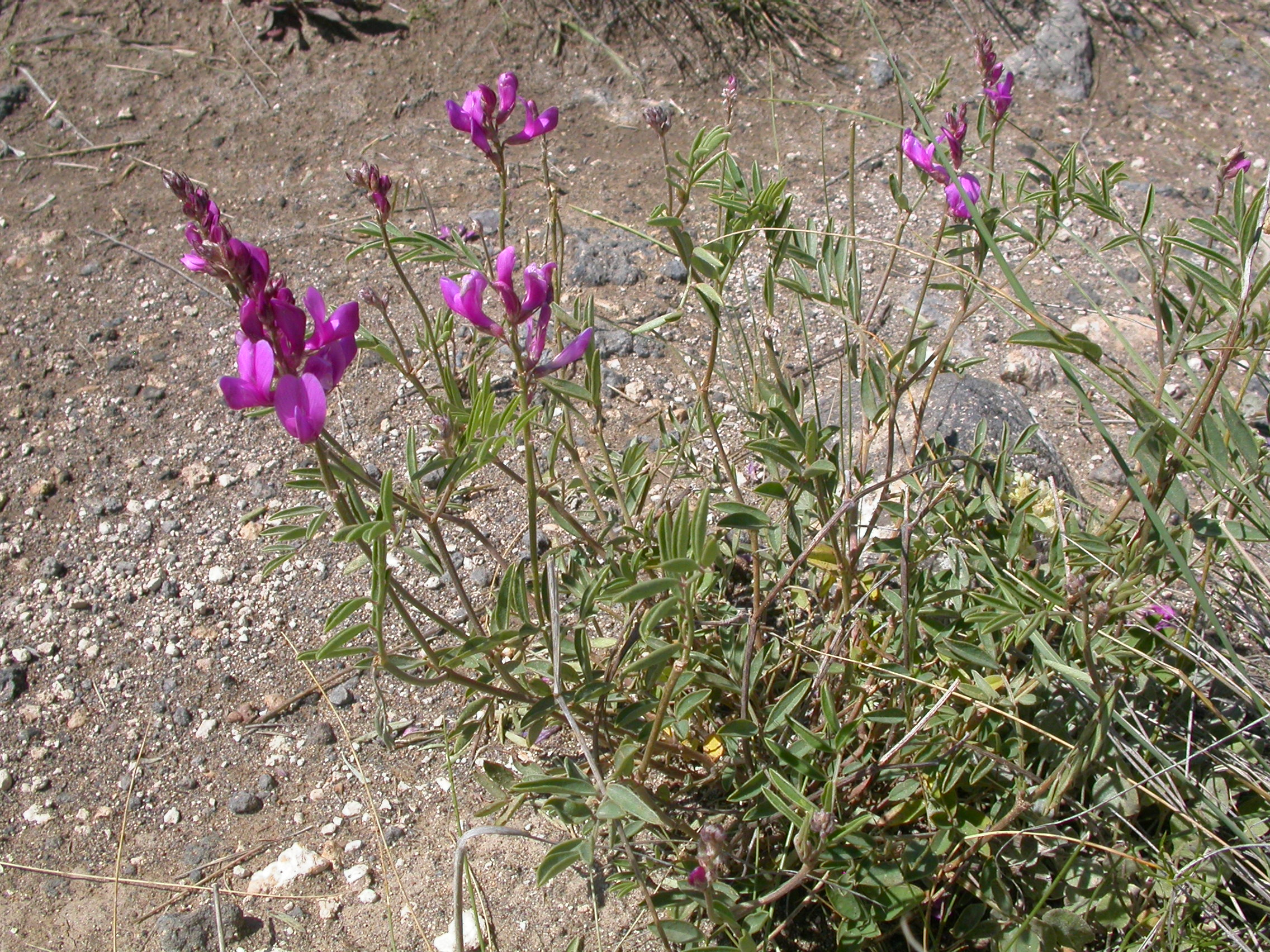
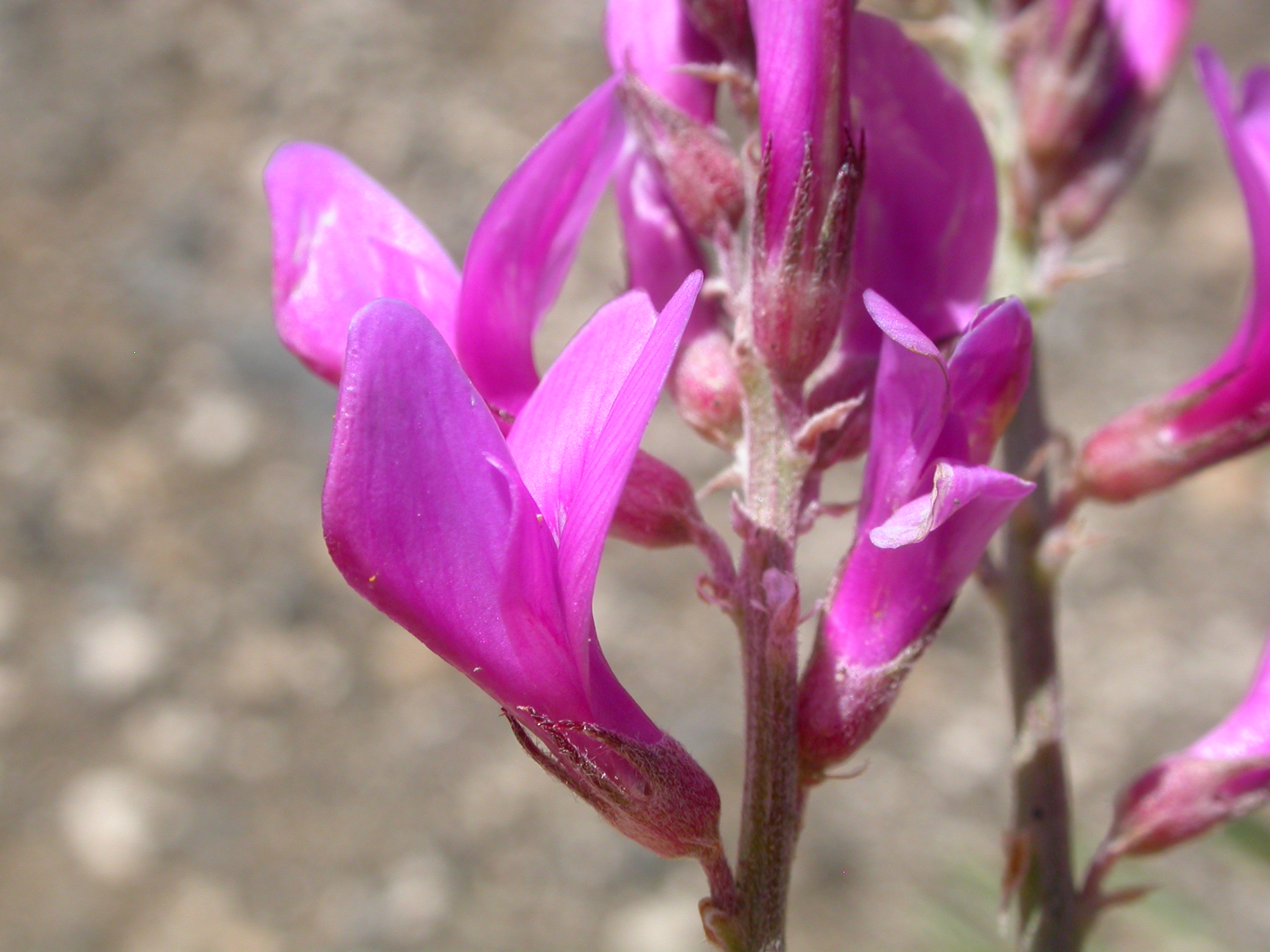
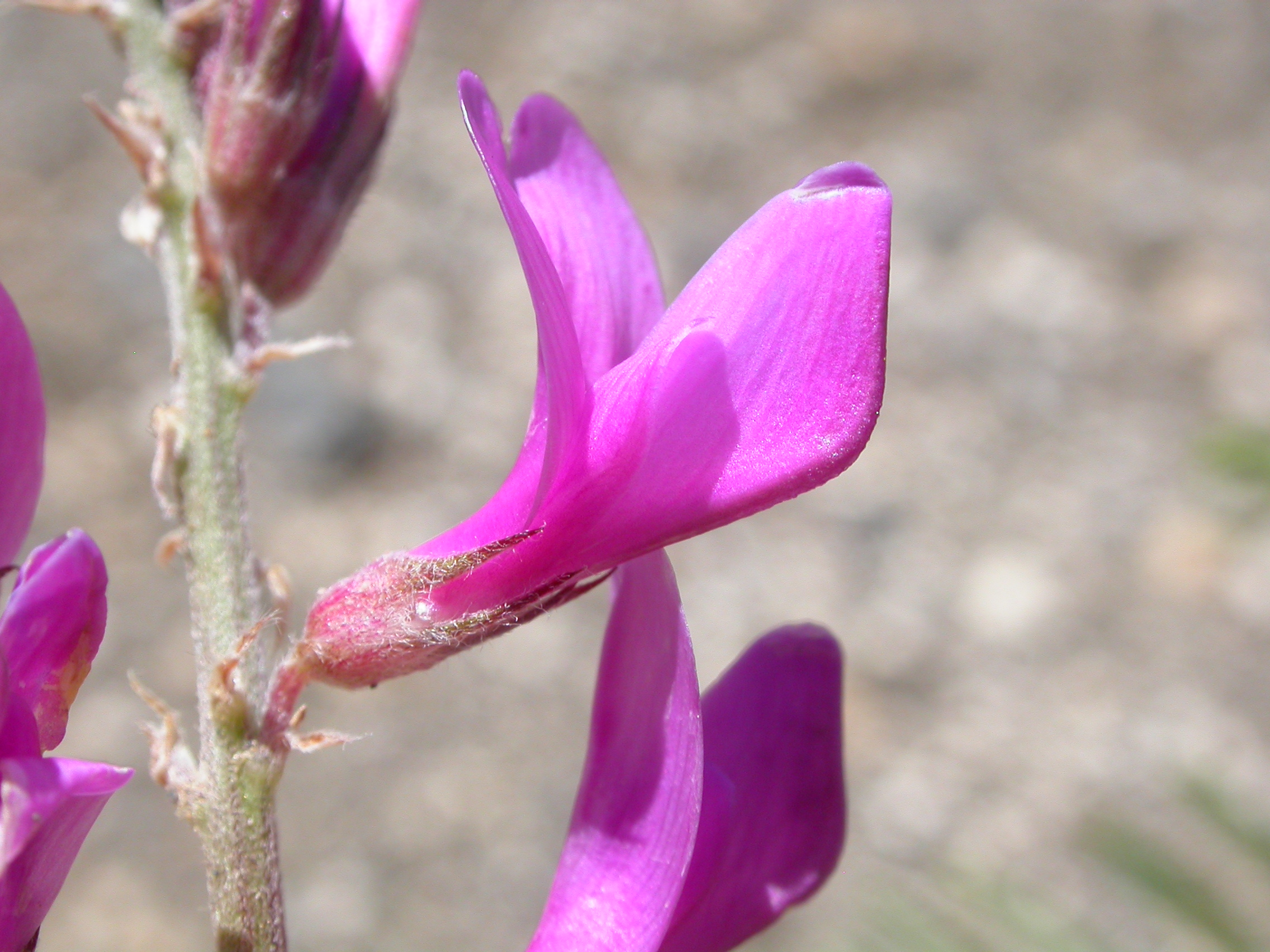
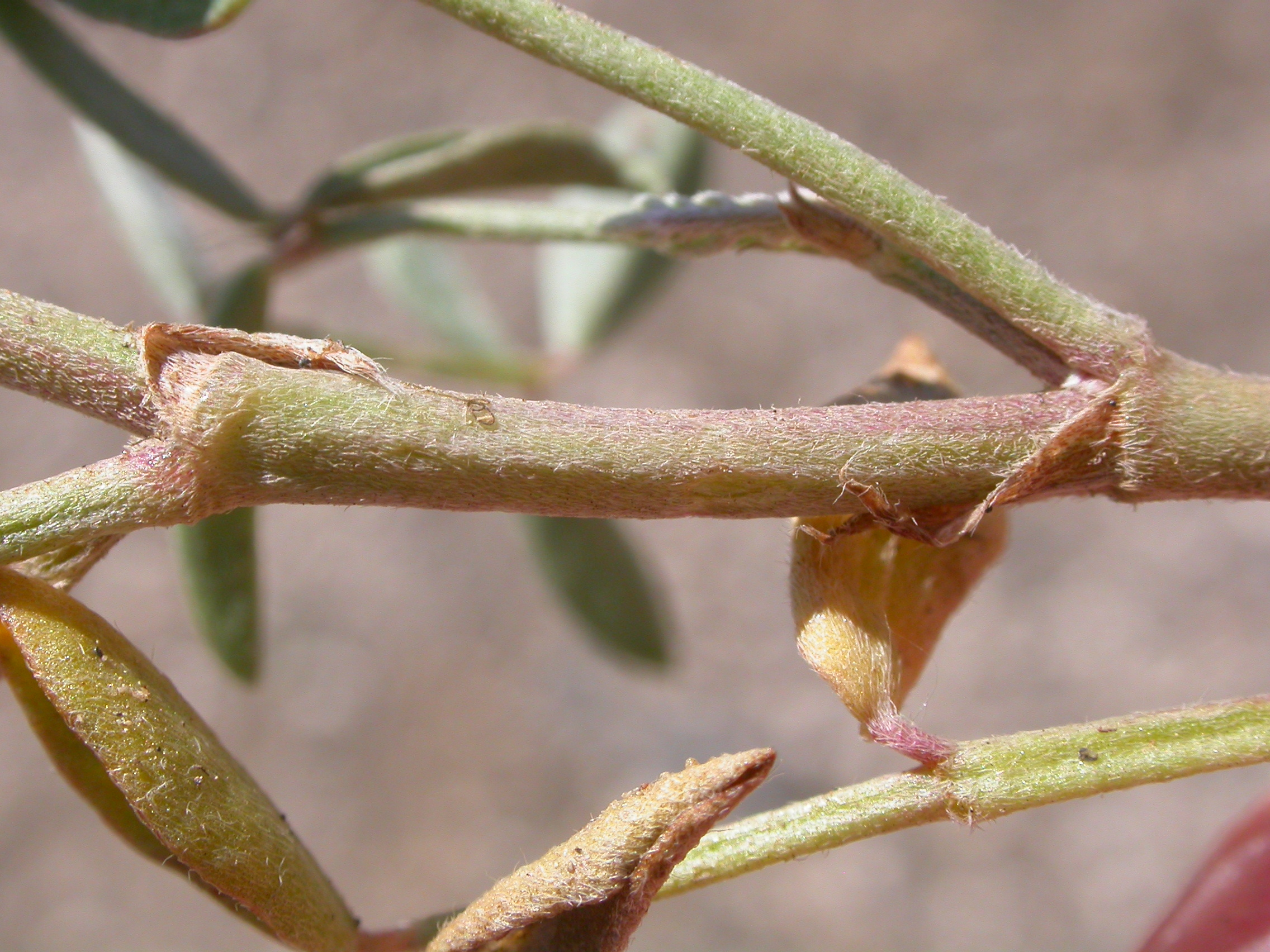